# Linda McCartney
Lady Linda Louise McCartney (nom de naixement Linda Eastman; Nova York, 24 de setembre de 1941 - Tucson, Arizona, 17 d'abril de 1998) fou una música, compositora, activista pels drets dels animals i fotògrafa americana.
Fotògrafa professional de celebritats i músics contemporanis, la seva obra ha estat publicada en revistes de la indústria musical. Les seves fotografies també es van publicar al llibre Linda McCartney's Sixties: Portrait of an Era el 1992.
L'any 1969 va casar-se amb Paul McCartney, baixista dels Beatles, i l'any 1971 formen conjuntament la banda Wings, en què ella tocava com a teclista, que van mantenir activa fins a 1981.
Linda McCartney va escriure també llibres de cuina vegetariana i va fundar la Linda McCartney's Foods Company, una companyia de cuina vegetariana amb molt èxit als Estats Units i al Regne Unit.
El 1995 se li detectà un càncer de mama, que es va acabar estenent al fetge, i va morir d'aquesta malaltia el 17 d'abril de 1998, als 56 anys.